# ناحیه کورنوال، شهرستان هنری، ایلینوی
ناحیه کورنوال (به انگلیسی: Cornwall Township) یک منطقهٔ مسکونی در ایالات متحده آمریکا است که در شهرستان هنری، ایلینوی واقع شده‌است. ناحیه کورنوال ۲۰۱ متر بالاتر از سطح دریا واقع شده‌است.